# Naturtheater Greifensteine

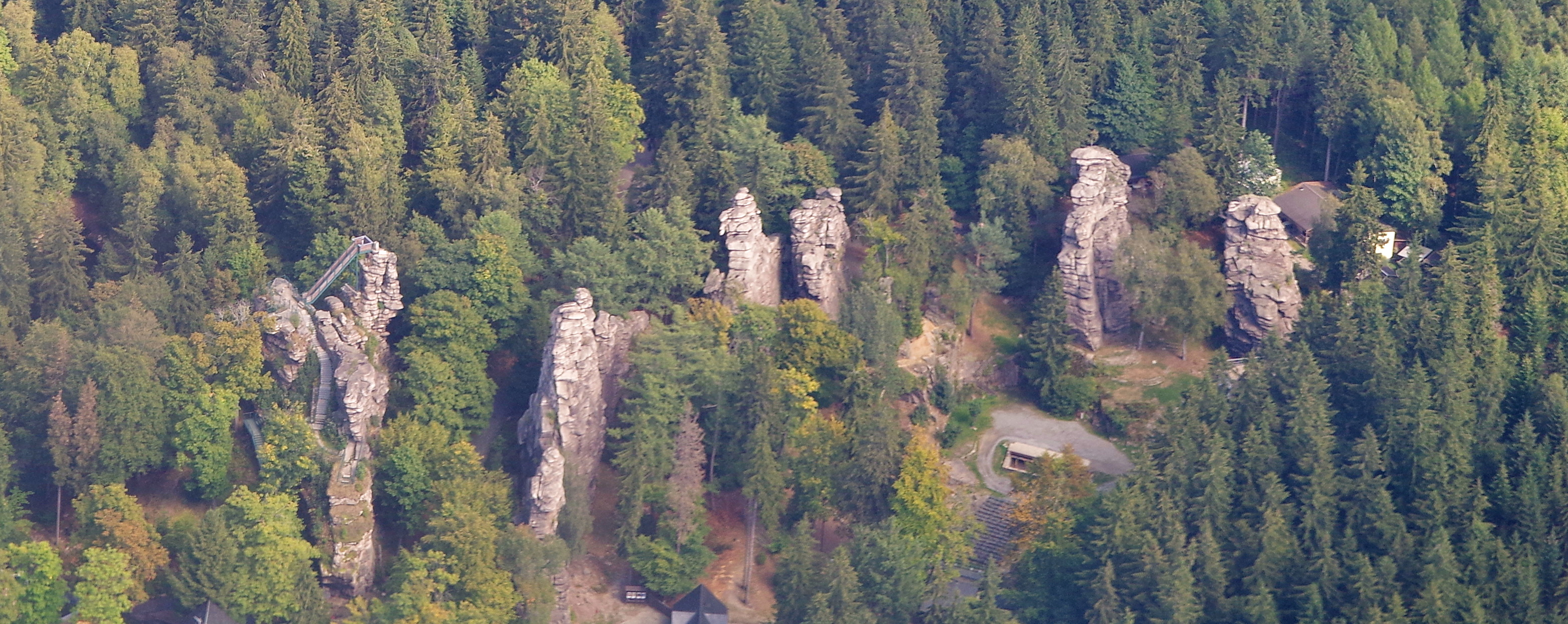
Luftaufnahme der Greifensteine mit Naturtheater (rechts)

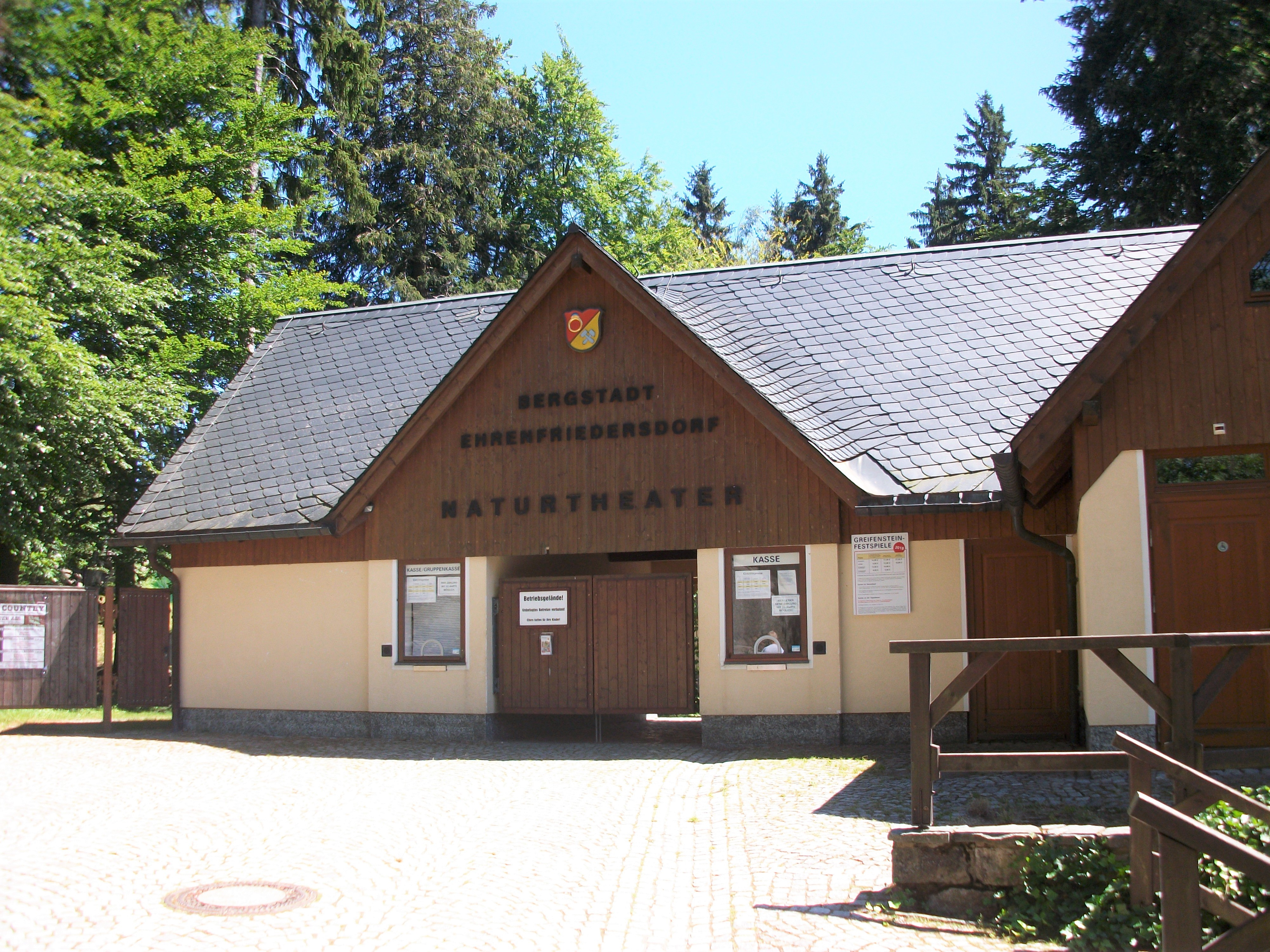
Eingangs- und Kassengebäude

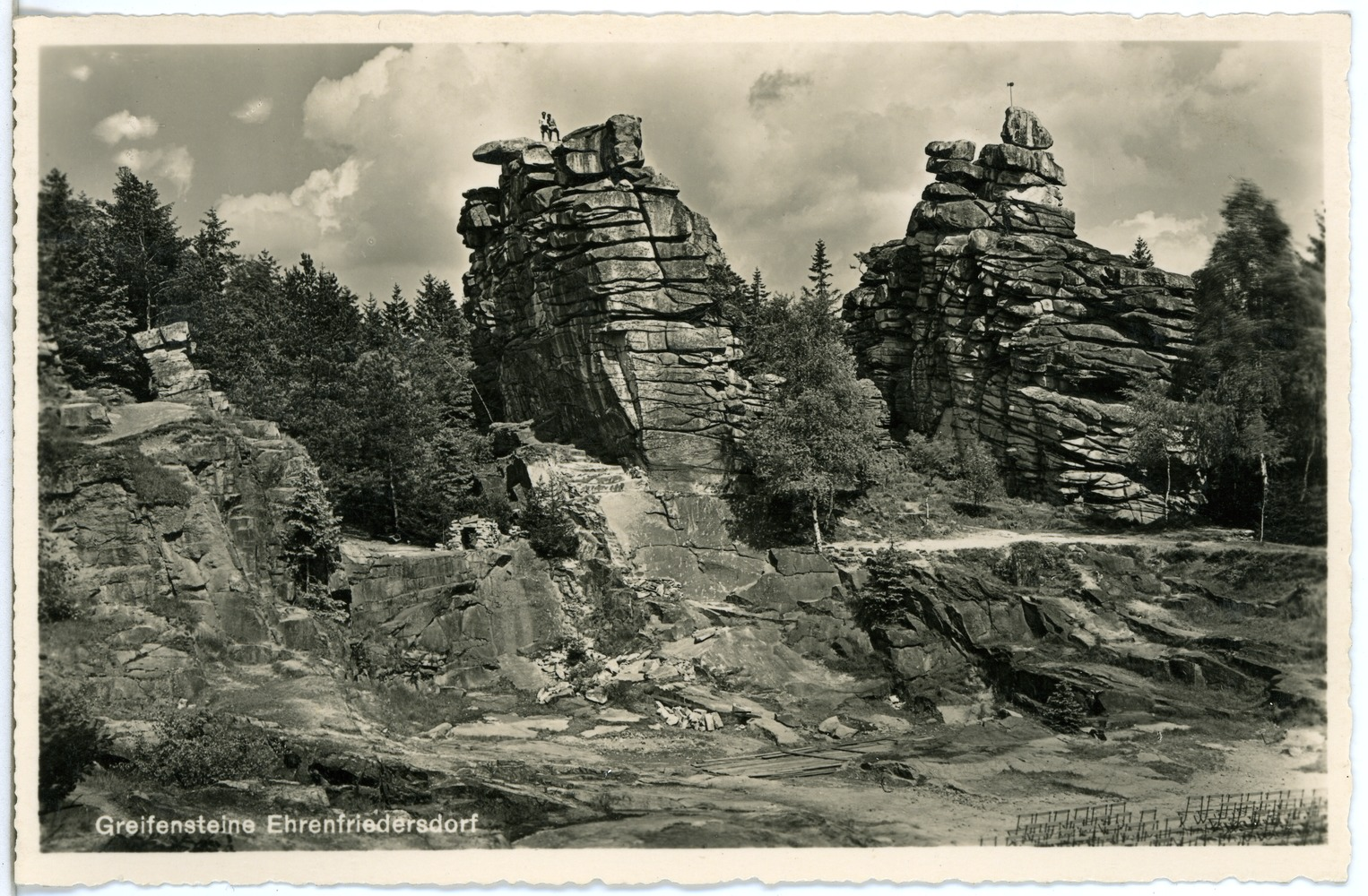
Blick aus dem Zuschauerraum in Richtung Bühne, Postkarte von 1937

Das Naturtheater Greifensteine ist eine Felsenbühne inmitten des Greifensteingebietes im Erzgebirge. Es liegt im Waldgebiet zwischen den Ortschaften Geyer und Ehrenfriedersdorf auf dem Gebiet der Stadt Ehrenfriedersdorf und dient seit 1952 regelmäßig im Sommer als Ort für Kulturveranstaltungen, die zum größten Teil von der Erzgebirgischen Theater & Orchester GmbH (ETO GmbH, Sitz: Annaberg-Buchholz) bestritten wird.
Der Zuschauerbereich hat über 1200, allerdings nicht nummerierte, Sitzplätze.

## Geschichte
Die ersten Versuche, hier Theater zu spielen, gab es bereits 1846 mit der Historie der Burg Greifenstein und der Stülpner-Legende; diese ist seit 1931 in acht verschiedenen Fassungen gebracht worden. In den folgenden Jahren fanden nur unregelmäßige Aufführungen statt. Erst im Jahre 1931 erfolgten durch das Stadttheater Annaberg (heute: Eduard-von-Winterstein-Theater Annaberg-Buchholz) von August bis September zehn Vorstellungen vor insgesamt 6.500 Besuchern. Dabei zeigte sich, dass die Kulisse für ein Naturtheater geeignet ist.
1932 gab es erstmals eine durchgängige Spielzeit von Pfingsten bis Mitte Juli.  Im Jahr 1933 erfolgten der Ausbau und die Verbesserung der Sitzplätze im Naturtheater. 1934 wurden die Greifensteine als Landschaftsbühne anerkannt und Ehrenfriedersdorf wurde Mitglied im Reichsbund der deutschen Freilicht- und Volksschauspiele.
1935 begann des Weiteren die Bespielung durch die Spielgemeinschaft für Nationale Festgestaltung in Zusammenarbeit mit dem Waldtheater Oybin. Das markante Blockhaus auf der rechten Seite des Theaters wurde im gleichen Jahr errichtet.

## Nachkriegszeit
Seit 1952 wird das Naturtheater in den Sommermonaten Juli und August mittlerweile für ca. 6 Wochen durch das Eduard-von-Winterstein-Theater, der heutigen Erzgebirgischen Theater & Orchester GmbH (ETO), aus Annaberg-Buchholz mit Schauspiel, Operette und Musical, Kindertheater und Konzerten bespielt. Es ist die Sommersaison der ETO GmbH und wird inzwischen Greifenstein-Festspiele genannt. Die Stadt Ehrenfriedersdorf ist daher im Rahmen des Sächsischen Kulturraumgesetzes auch Teil der Sitzgemeinde der ETO GmbH.
Seit 1961 finden auf der Naturbühne auch Freilichtfilmveranstaltungen statt, bei denen pro Saison ca. 35.000 Zuschauer gezählt werden.
Bekannte Schauspieler, die auf den Greifensteinen gastierten, waren:
- Bruno Decarli
- Maria Cebotari
- Paul Wegener
- Inge Keller

Das Country-Festival, das größte in Sachsen, zählt jedes Jahr ca. 15.000 Konzertbesucher aus ganz Deutschland.

## Verkehrsanbindung
Das Felsentheater liegt an der B 95, auch von der B 101 über die A 14 ist es gut erreichbar. Mit den Linienbussen 210 von Chemnitz oder Oberwiesenthal ist es ebenso gut erreichbar (Haltestelle Weg zu den Greifensteinen). Als besonderes Angebot kann eine Anfahrt mit dem Greifensteinexpress Tschuh-Tschuh-Bahn vereinbart werden.